# Bennett Airtruck
Die Bennett PL-11 Airtruck ist ein Agrarflugzeug des neuseeländischen Herstellers Bennett Aviation.

## Geschichte und Konstruktion
Die PL-11 ist ein ungewöhnlich aussehendes Flugzeug, das 1960 von Luigi Pellarini als Ersatz für die bis dahin als Agrarflugzeuge verwendeten de Havilland Tiger Moth entwickelt wurde. Für den Prototyp wurde eine Reihe von Komponenten überschüssiger North American Harvards der RNZAF verwendet.
Das Flugzeug ist ein Hochdecker mit unteren Flügelstummeln, an denen das nicht einziehbare Hauptfahrwerk und V-Streben zur Abstützung der Tragflächen angebracht sind. Das einsitzige Cockpit mit einer gekürzten Kabinenhaube der Harvard befindet sich aufgesattelt hoch über dem Rumpfrücken und bietet dadurch eine ausgezeichnete Sicht nach vorne. Unter dem Sitz des Piloten befindet sich der Streumittelbehälter und eine dahinter liegende Kabine für zwei Begleitpersonen, vorne am Rumpf der Neunzylinder-Sternmotor Pratt & Whitney R-1340 mit der originalen Motorverkleidung der Harvard. Die Leitwerke, die nicht miteinander verbunden sind, sitzen am Ende zweier an den Tragflächen angeordneter Leitwerksträger. Durch diese Anordnung kann das Füllfahrzeug von hinten an die Einfüllöffnung heranfahren, zudem sind keine Teile der Flugzeugzelle den korrosiven Agrarchemikalien hinter der Sprüh- und Streuvorrichtung ausgesetzt. Trotz der ungewöhnlichen Auslegung war der Airtruck erfolgreich, konnte jedoch nicht mit der Fletcher FU-24 konkurrieren.
Der erste Airtruck, ZK-BPV, flog erstmals am 2. August 1960, stürzte jedoch bei Testflügen im Oktober 1963 ab. Nach einer Reorganisation des Unternehmens flog das zweite Flugzeug im März 1965 unter dem neuen Namen Waitomo PL-11 Airtruck. Es nahm den kommerziellen Betrieb im Februar 1967 auf, stürzte aber einige Tage später ab. Ein Mangel an Harvard-Teilen führte dazu, dass die Maschine nicht mehr weiter gebaut wurde. Die Grundkonstruktion wurde später bei der Transavia PL-12 Airtruk weiterentwickelt.

## Technische Daten

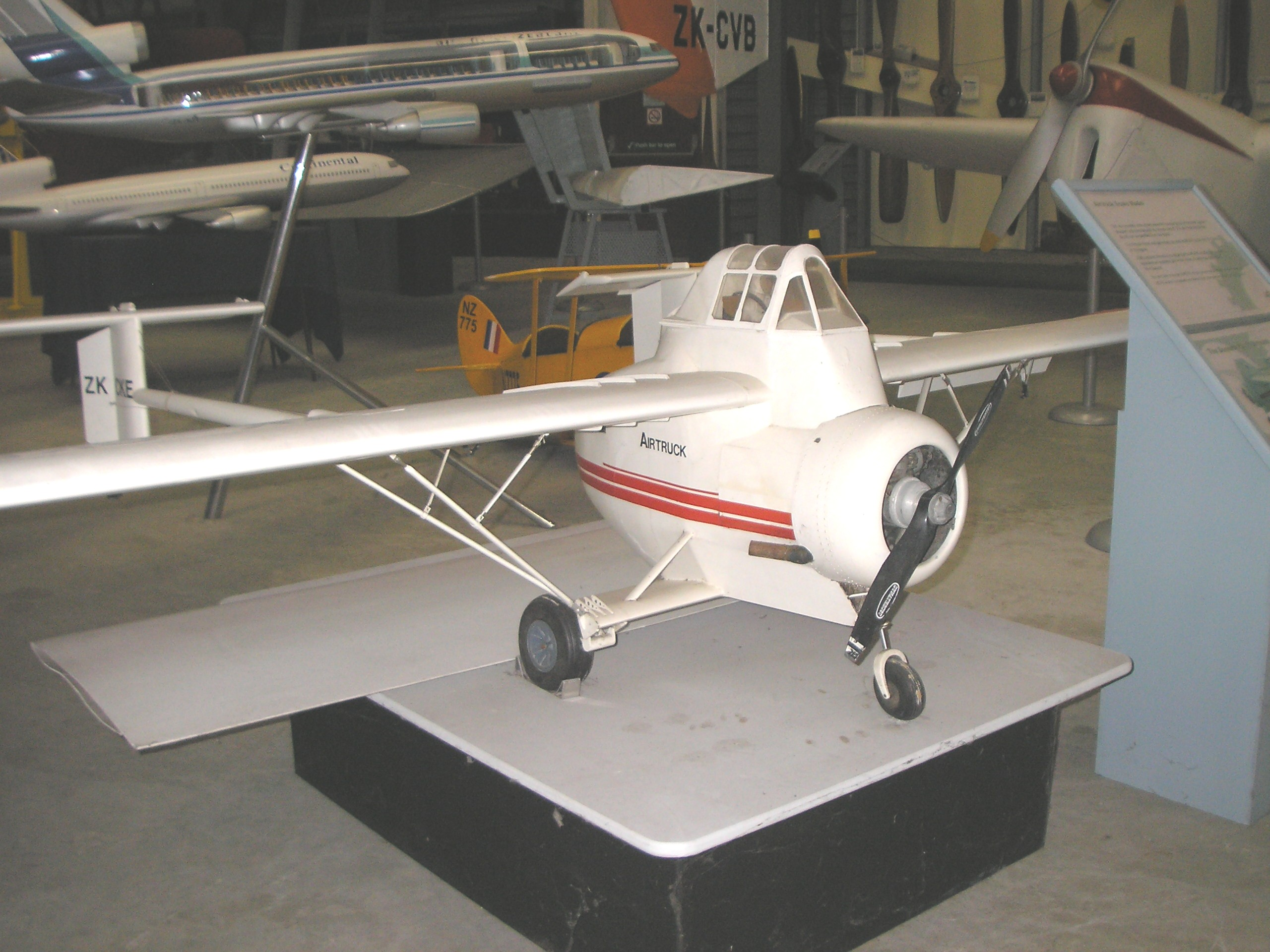
Ein Modell der Airtruck

| Kenngröße             | Daten                                                                  |
| --------------------- | ---------------------------------------------------------------------- |
| Besatzung             | 1                                                                      |
| Passagiere            | 2                                                                      |
| Länge                 | 7,82 m                                                                 |
| Spannweite            | 14,63 m                                                                |
| Höhe                  | 3,30 m                                                                 |
| Flügelfläche          | 34,3 m²                                                                |
| Flügelstreckung       | 6,2                                                                    |
| Nutzlast              | 382 l                                                                  |
| Leermasse             | 1678 kg                                                                |
| max. Startmasse       | 3266 kg                                                                |
| Reisegeschwindigkeit  | 200 km/h                                                               |
| Höchstgeschwindigkeit | 264 km/h                                                               |
| Reichweite            | 724 km                                                                 |
| Triebwerke            | 1 × Neunzylinder-Sternmotor Pratt & Whitney R-1340 mit 557 PS (410 kW) |